# Station Scry
Station Scry was een spoorwegstation langs spoorlijn 137 (Acoz - Mettet) in de Belgische gemeente Mettet.
0,0: Acoz ·
1,0: Acoz-Centrum ·
2,9: Villers-Potterie ·
5,0: Gougnies ·
7,9: Biesmes ·
10,7: Scry ·
12,6: Mettet